# فيجيانو
فيجيانو (بالإيطالية: Veggiano)‏ هي بلدية في مقاطعة باذوة في منطقة فنيتة الإيطالية، وتقع على بعد 45 كيلومترًا (28 ميلًا) غرب مدينة البندقية، و12 كيلومترًا (7 ميلًا) شمال غرب باذوة.